# Svir
Svir (ryska: Свирь, finska Syväri, vepsiska Süvär) är en 224 km lång flod i västra Ryssland. Den rinner från Onega till Europas största insjö Ladoga. Floden kan även betraktas som östra Karelens sydgräns och den ingår även som en del av vattenleden Sankt Petersburg-Moskva. Svir är den största floden som rinner till Ladoga. Ladoga avvattnas i sin tur av Neva.
Under fortsättningskriget avancerade finländska trupperna ända fram till flodens nordvästra del, vilken hölls tills Sovjetunionen påbörjade sin storoffensiv 1944.

Svir mellan Onega och Ladoga ingår i Vitahavskanalen.

Källa vid Onega: 60°59′30″N 35°29′49″Ö / 60.99175939037396°N 35.496826171875°Ö

Mynning vid Ladoga: 60°30′43″N 32°47′34″Ö / 60.512019280355226°N 32.792816162109375°Ö